# Emílio González Escalada
Emílio González Escalada, MCCJ (Navarra, 18 de fevereiro de 1947) é um monsenhor da Diocese de São Mateus e juiz do Tribunal Eclesiástico da Arquidiocese de Vitória do Espírito Santo.

## Biografia
Nascido na Espanha, monsenhor Emílio González Escalada foi ordenado sacerdote em 25 de julho de 1972, sendo enviado ao Brasil como missionário comboniano.
Foi eleito administrador geral da Diocese de São Mateus após Dom Zanoni Demettino Castro assumir a Arquidiocese de Feira de Santana, tendo renunciado em 11 de setembro de 2015 por motivos de saúde.